# DESY
DESY (Deutsches Elektronen-Synchrotron, "Tysk Elektronsynkrotron") er det største tyske forskningscenter inden for partikelfysik, med faciliteter i Hamburg og Zeuthen.
DESYs hovedmål er grundforskning i partikelfysik og forskning i synktrotronståling. For at opfylde disse mål, har DESY opført og driver flere partikelacceleratorer. DESY er offentligt finansieret, og er medlem af Helmholtz Association of National Research Centres.
DESY blev stiftet den 18. december 1959 i Hamburg efter en aftale mellem forbundsministeren for atomenergi Siegfried Balke og Hamburgs borgmester Max Brauer.